# Brimscombe
Brimscombe – osada w Anglii, w Gloucestershire. Leży 4,2 km od miasta Stroud, 16,5 km od miasta Gloucester i 147,1 km od Londynu. W 2001 miejscowość liczyła 1520 mieszkańców.